# Чашников переулок
Ча́шников переулок — переулок в центре Москвы, существовавший до начала 1960-х годов между Поварской улицей и Хлебным переулком.

## Происхождение названия
Назван, как и окрестные переулки (Ножовый, Скатертный, Столовый), по находившейся здесь в XVII веке дворцовой слободе, где жили царские повара.

## История
Переулок ликвидирован в начале 1960-х годов в связи с постройкой на его месте здания школы № 91 (Поварская ул., 14)